# Elsa y Elmar
Elsa y Elmar es el nombre del proyecto musical de Elsa Margarita Carvajal (Bucaramanga, 31 de julio de 1993), una cantautora colombiana, quien ha descrito su estilo como «pop espiritual». En 2014 ganó el premio principal en la categoría de música latina en los Premios de Composición John Lennon por su canción "Me viene bien" y dos años después se presentó frente a  40 mil personas como acto de apertura para la banda británica Coldplay en el Estadio El Campín de Bogotá.

## Biografía

### Inicios
Nacida en Bucaramanga, Colombia, Carvajal empezó a tomar clases de música a los nueve años. A los 16 se inscribió en una academia de jazz y en 2011 viajó a Boston para estudiar en el Berklee College of Music. El concepto de Elsa y Elmar surgió en el año 2012 durante su estadía en la ciudad estadounidense. En una entrevista con el medio colombiano W Radio, Carvajal explicó que escogió como acompañante de su nombre la palabra "Elmar" porque sentía que sus fanáticos y la gente que la rodeaba representaban su mar.
En 2013 grabó un EP de seis canciones titulado Sentirnos bien, producido por Mateo Lewis y estrenado en plataformas digitales el 13 de octubre. Una de las canciones de Sentirnos Bien, «Me viene bien», hizo parte de las sesiones de los Premios de Composición John Lennon en 2014, alzándose con el máximo galardón en la categoría de música latina.

### Reconocimiento
Luego de finalizar sus estudios en Berklee, Carvajal se trasladó a San Francisco, donde formó una banda para acompañar sus presentaciones en vivo. Su primer larga duración, Rey, fue publicado el 25 de septiembre de 2015, seguido del sencillo "Exploradora". Ese mismo año se presentó en una gran variedad de festivales, incluyendo el Estéreo Picnic de Bogotá y el Tecate Coordenada en Guadalajara. El 13 de abril de 2016, Elsa y Elmar sirvió como acto de apertura del concierto de la banda británica Coldplay en Bogotá.
Eres diamante fue su siguiente álbum, producción por la que fue nominada a los Premios Grammy Latino en el año 2019 en la categoría de mejor nuevo artista. En 2020 lanzó un nuevo EP, titulado Cuatro veces diez.
En 2022, obtuvo cuatro nominaciones nuevamente en los Premios Grammy Latino en la categoría álbum del año, categoría mejor álbum vocal pop por Ya no somos los mismos, en la categoría de mejor canción pop/rock por su sencillo Qué voy a hacer conmigo en colaboración con la cantante mexicana Bruses y en la categoría mejor ingeniería de grabación para un álbum.

## Discografía
- Sentirnos Bien (2013)
- Rey (2016)
- Eres Diamante (2019)
- Cuatro Veces 10 (2020)
- Ya No Somos Los Mismos (2022)
- Palacio  (2024)